# アメリカ合衆国有色軍

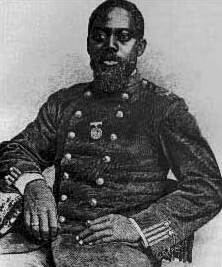
ウィリアム・H・カーニー軍曹

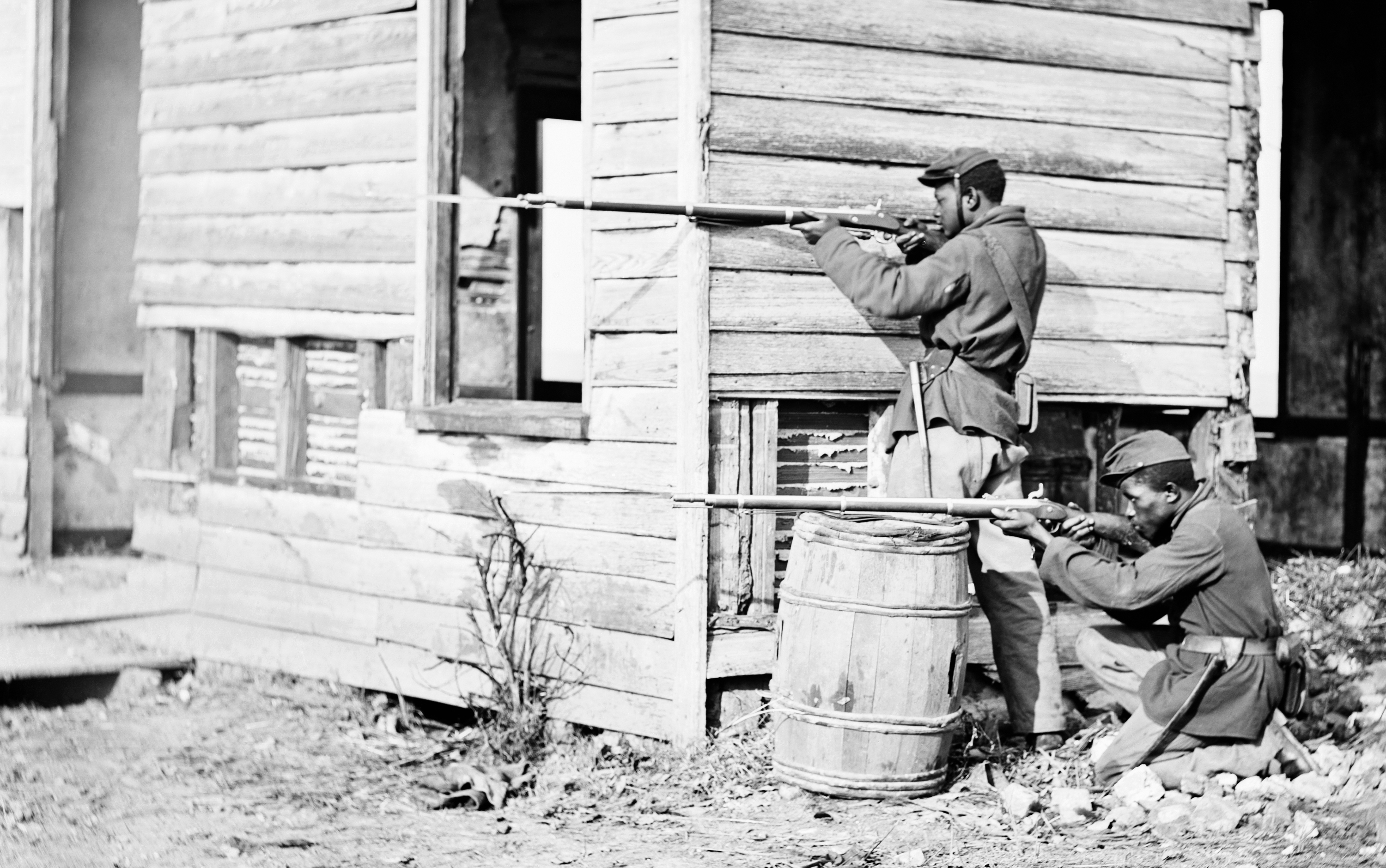
バージニア、ダッチギャップのアフリカ系アメリカ人兵士。1864年

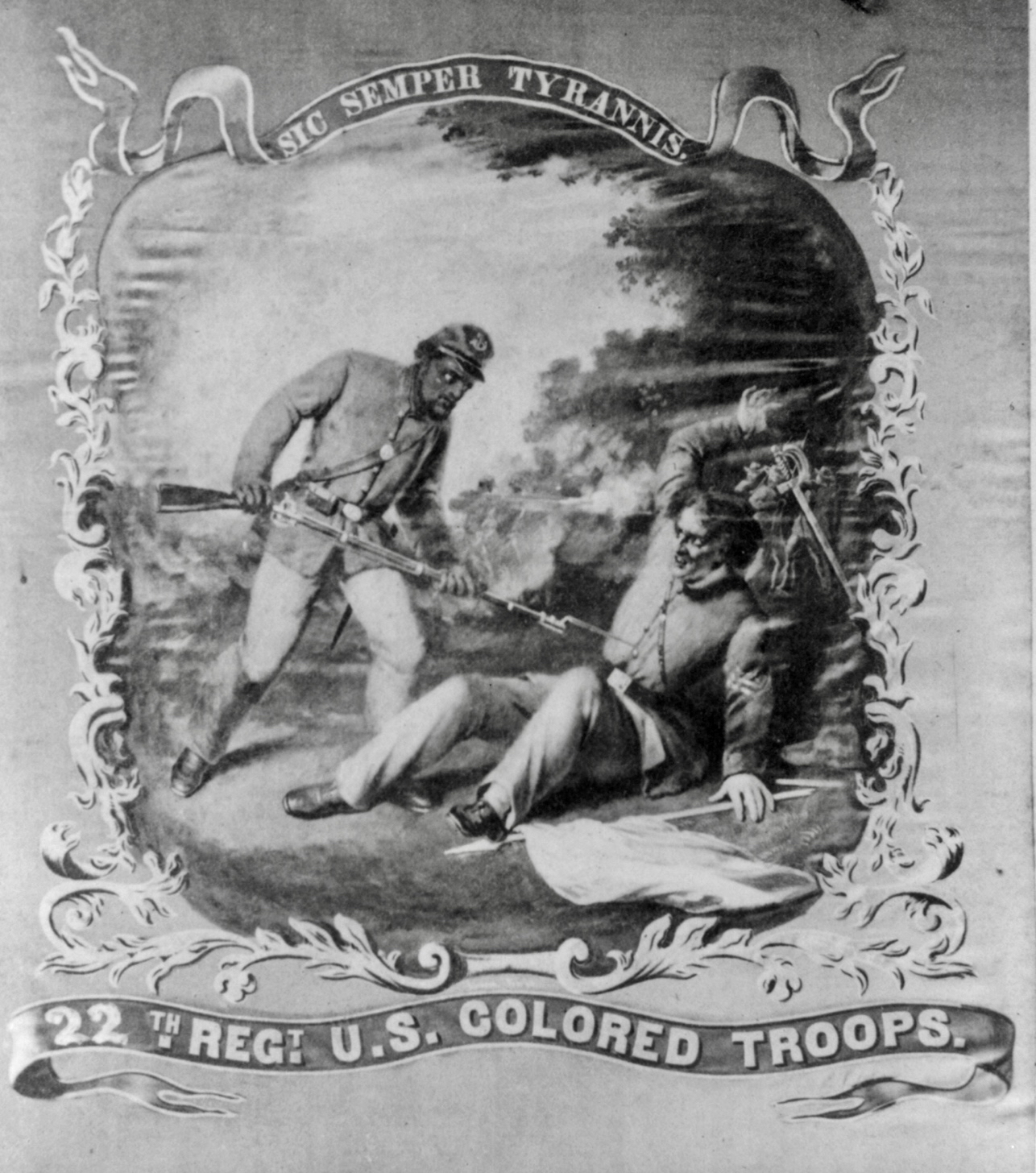
第22連隊の軍旗

アメリカ合衆国有色軍(英語:United States Colored Troops, USCT) は、兵員として主にアフリカ系アメリカ人を用いて編成されたアメリカ陸軍の連隊群である。ただし他にも太平洋諸島の有色人種やアジア系アメリカ人、インディアンなどもUSCT連隊に編入されて戦った。初めは南北戦争中に募兵され、1865年4月の同戦争終結時には175個連隊が存在して北軍兵力の約一割を占めた。後にはアメリカ西部でインディアン戦争に従軍しバッファロー・ソルジャーと呼ばれた。これはインディアンが彼らの髪をバイソン属の体毛に見立てた呼称である。

## 歴史

### 押収法
1862年7月、アメリカ合衆国議会は第2押収法を可決した。これはアメリカ合衆国に対して叛乱する所有者の奴隷を解放したもので、これと民兵法により大統領は解放奴隷を任意の軍務に就かせることが可能となった。エイブラハム・リンカーン大統領は合衆国に留まった四つの境界州における世論（多数の奴隷所有者がいた）と民主党（戦争は支持するが、共和党ほど奴隷制廃止に前向きでは無かった）に配慮して黒人兵士の募兵に当初反対したが、有償の軍属として雇用することは容認した。
1862年夏の第二次ブルランの戦いの敗戦などで北軍が後退したのを受け、リンカーンは北軍と交戦状態にある全ての州の奴隷を解放することとした。1862年9月、リンカーンは奴隷解放宣言の予備宣言を発布し、1月1日を以って叛乱州の全奴隷を解放するとした。1863年1月には本宣言が発布され、以後有色連隊の募兵が本格的に始まった。
1863年5月22日、アメリカ合衆国旧陸軍省は一般命令第143号(en)を発令し、アフリカ系アメリカ人兵士の募兵を担当するアメリカ合衆国有色軍局を設立した。以後、歩兵、騎兵、工兵、軽砲、重砲を含む各種連隊が北部州全域から募兵され、アメリカ合衆国有色軍(USCT)と呼ばれるようになった。
南北戦争最後の2年間では178,000人以上の自由黒人と解放奴隷から成る175個連隊が任務に就いており、危機的な時局において北軍を助けた。戦争終結時点のUSCT兵力は北軍全体の一割に相当した。USCTは南北戦争を通じて2,751人の戦闘被害を出し、その他の原因を含めて68,178人を失った。黒人白人を問わず最大の犠牲者を出した原因は病気だった。
USCT連隊の指揮は白人士官が執り、黒人兵士の昇進は制限されていた。1863年末、フィラデルフィアの有色軍募兵監理委員会は有色軍への応募者のために無料軍事学校を開設した。当初、黒人兵士は白人兵士より低賃金だったが、彼らと支援者のロビー活動により後に同額となった。USCT連隊に所属した著名人としてはマーティン・ディレイニーやフレデリック・ダグラスの子息などが居る。
南北戦争を通じて有色軍が示した勇気はアフリカ系アメリカ人が新たな権利を獲得する上で重要な役割を果たした。元奴隷で奴隷制度廃止運動家のフレデリック・ダグラスは次のように述べている。
ひとたび黒人に真鍮でできたU.S.の文字を身につけさせ、ボタンに鷲の徽章を許し、マスケット銃を肩にのせ銃弾をポケットに入れたならば、黒人が市民権を得る権利を得たことを、地上の如何なる権力であろうと否定できない。
歴史家のスティーブン・ハーンは、奴隷が自らを組織化して南北戦争を通じて北軍に協力した場合、USCTの幾つかの連隊を含め、その行為は他の何よりも大規模な奴隷反乱と看做せるのではないかと述べている。

### 志願兵連隊
USCTが出来るより前、自由黒人から成る志願兵連隊が幾つか編成され、中には南部の解放奴隷も含まれていた。1863年、元奴隷のウィリアム・ヘンリー・シングルトンは、ニューバーンの逃亡奴隷から1000人の黒人兵士を募兵し第1ノースカロライナ志願兵連隊(First North Carolina Colored Volunteers, FNCCV)を編成する際に貢献した。彼はUSCT第35連隊の軍曹となった。1863年に開設されたロアノーク島解放奴隷植民地からの解放奴隷もFNCCVと第35連隊に加わった。殆ど全ての志願兵連隊はUSCTに改編された。
1922年、シングルトンは自らの奴隷体験記を出版し、その中で奴隷から解放され北軍兵士となった経緯を描いた。後に95歳となったおり、彼は米国陸海軍人会(Grand Army of Republic, GAR)の行事に参加して行進し旧交を温めた。

#### 州志願兵連隊
4つの連隊は補助部隊ではなく正規軍と看做されていた。彼らは兵役経験者として戦後も連邦政府で要職に就いたが、これは以前はアフリカ系アメリカ人には通常閉ざされていた。しかし公式な戦功褒章や叙勲は当初何もなく、これは20世紀に至ってやっと変化した。連隊名は次の通り。
- 第5マサチューセッツ（有色）志願騎兵連隊
- 第54マサチューセッツ（有色）志願歩兵連隊（en）
- 第55マサチューセッツ（有色）志願歩兵連隊
- 第29コネチカット（有色）志願歩兵連隊（en）

#### Corps d'Afrique
Corps d'Afrique（アフリカ兵団）はルイジアナ州で編成された北軍部隊の中の一つであり、北軍によるニューオーリンズ占領後に編成された。この一部はルイジアナ郷土防衛隊から抽出されたものである。郷土防衛隊の前身はニューオーリンズで編成された民兵組織であり、構成員は有産の有色自由人(en)だった。
植民地時代以来、ニューオーリンズでは混血の自由人が第三階級として勢力を持っていた。この人々はアメリカ連合国の有産階級の一員として武勇と忠誠を示すことを望んでいたが、連合国政府は彼らが軍務に就くことを認めず武器を没収した。この理由は黒人兵士を募兵すると農業が痛手を蒙るからとされたが、これらの部隊は自由身分のクレオールや自由黒人から成っていたので、連合国の本音は黒人兵士をそもそも認めないことにあるのが明らかだった。
Corps d'Afriqueの中で新しい部隊には、北軍は難民キャンプの解放奴隷から募兵して配属した。これらの兵士やその家族は近在のプランテーションから解放されたばかりで収入も行くあても無かった。現地指揮官は補充兵を欲する余り志願兵部隊に中古の軍服や旧式銃に鹵獲銃を装備させた。これらの兵士は待遇給与とも補助部隊として扱われ、警備や哨戒任務に投入されて、白人兵士の身を空けて第一線部隊に回す目的で使われた。この代償として家族には軍のキャンプで無料の衣食住が与えられ、彼らとその子弟のために学校が開設された。
Corps d'Afriqueに所属した兵には自由人と解放奴隷の間で階級格差があったが、部隊としての行動は遜色なく、ポートハドソンの包囲戦や他の南方での戦闘に参加した。配下には次の諸隊があった。
- ルイジアナ郷土防衛連隊4個（後に第1～第4Corps d'Afrique歩兵連隊に改称。1864年4月4日付で第73～76合衆国有色歩兵連隊に改編)
- Corps d'Afrique第1～第2旅団軍楽隊 (後にUSCT第1第2軍楽隊に改編)
- 騎兵連隊1個（Corps d'Afrique第1騎兵連隊。後に第4合衆国有色騎兵連隊に改編）
- 歩兵連隊22個（Corps d'Afrique第1～20、22、26歩兵連隊。1864年4月4日付で第77～93合衆国有色歩兵連隊に改編）
- 工兵連隊5個（Corps d'Afrique第1～5工兵連隊。1864年4月4日付で第95～99合衆国有色歩兵連隊に改編）
- 重砲連隊1個（1864年5月21日付で第10合衆国有色（重）砲兵連隊に改編）

#### 第16軍団右翼（1864年）
第16軍団の輜重部隊と工兵部隊で有色兵は軍属として勤務した。
- 輜重部隊の支隊
- 第16軍団第1師団（モウアー(en)指揮）工兵隊
- 第16軍団騎兵師団（グリアソン指揮）工兵隊

### USCT 連隊
- 騎兵連隊6個（第1～6合衆国有色騎兵連隊）

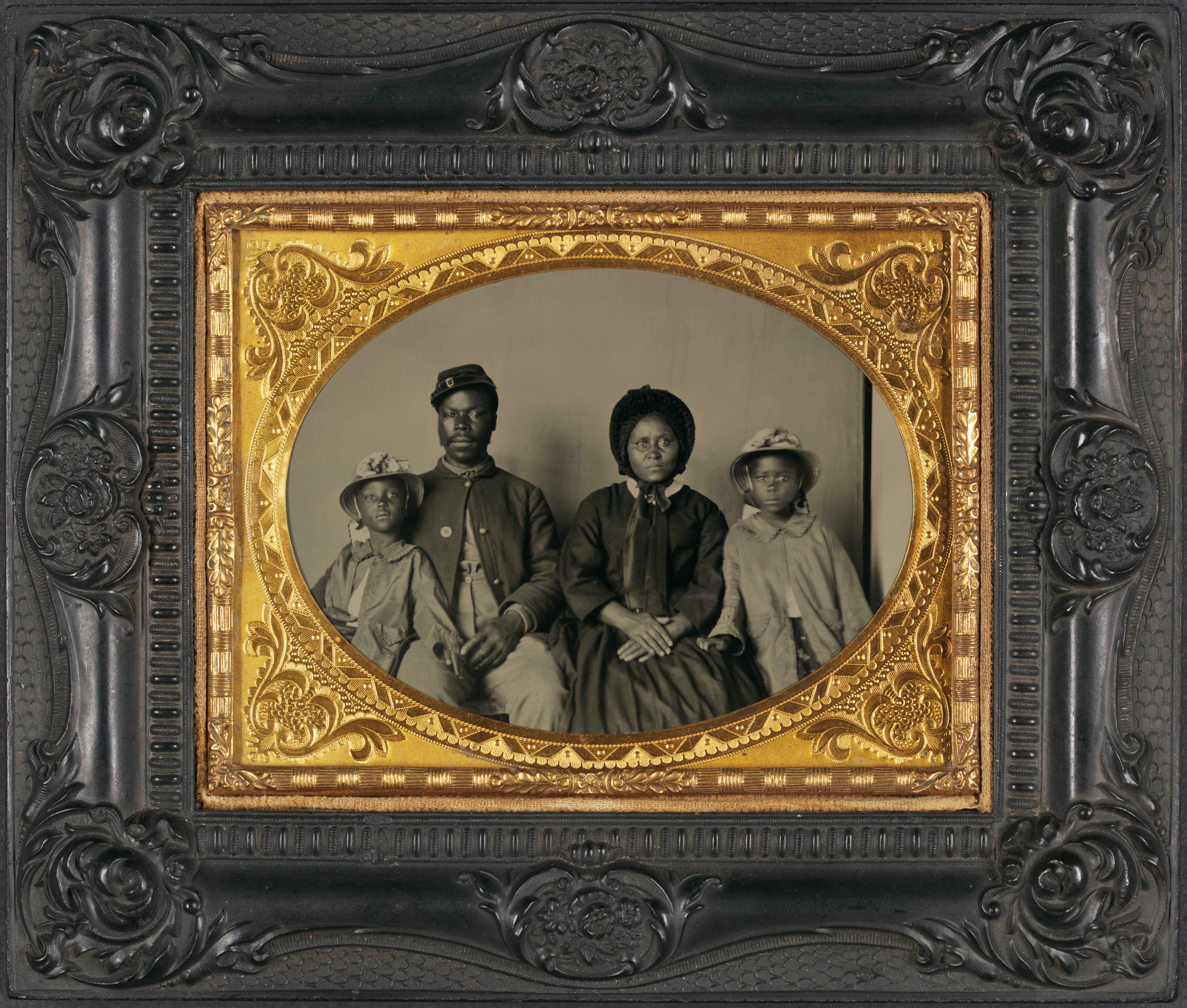
制服を着た北軍兵士と家族。近年USCT第119連隊のサミュエル・スミス軍曹とその家族と判明

- 軽砲兵連隊1個（第2合衆国有色（軽）砲兵連隊）
- 独立（重）砲兵中隊1個
- 重砲兵連隊13個（第1、3～14合衆国有色（重）砲兵連隊）
- 無所属歩兵中隊1個（合衆国有色歩兵A中隊）
- 独立合衆国有色歩兵中隊1個（ペンシルベニア（有色）歩兵連隊サザード独立歩兵中隊（en））
- 独立合衆国有色歩兵連隊1個（合衆国有色歩兵パウェル連隊）
- 歩兵連隊135個（第1～138合衆国有色歩兵連隊。第94、105、126連隊は欠番）

記事:
1. 第2合衆国有色（軽）砲兵連隊（第2USCA）は9個の異なる中隊を名目上各3個中隊の3個大隊に纏めたもので、各中隊は通常別々に派出されていた。
第1大隊：A～C中隊
第2大隊：D～F中隊
第3大隊：G～I中隊
2. 第11合衆国有色歩兵連隊(第11USCI)は第7合衆国有色（重）砲兵連隊を歩兵に転換して再編成された。
3. 第79合衆国有色歩兵連隊は第1カンサス有色歩兵連隊から再編成された。
4. 第83合衆国有色歩兵連隊は第2カンサス有色歩兵連隊から再編成された。
5. 第87合衆国有色歩兵連隊は第87USCIと第96USCIを統合して再編成された。
6. 第113合衆国有色歩兵連隊は第11USCI、第112USCIと第113USCIを統合して再編成された。

## 著名な作戦行動

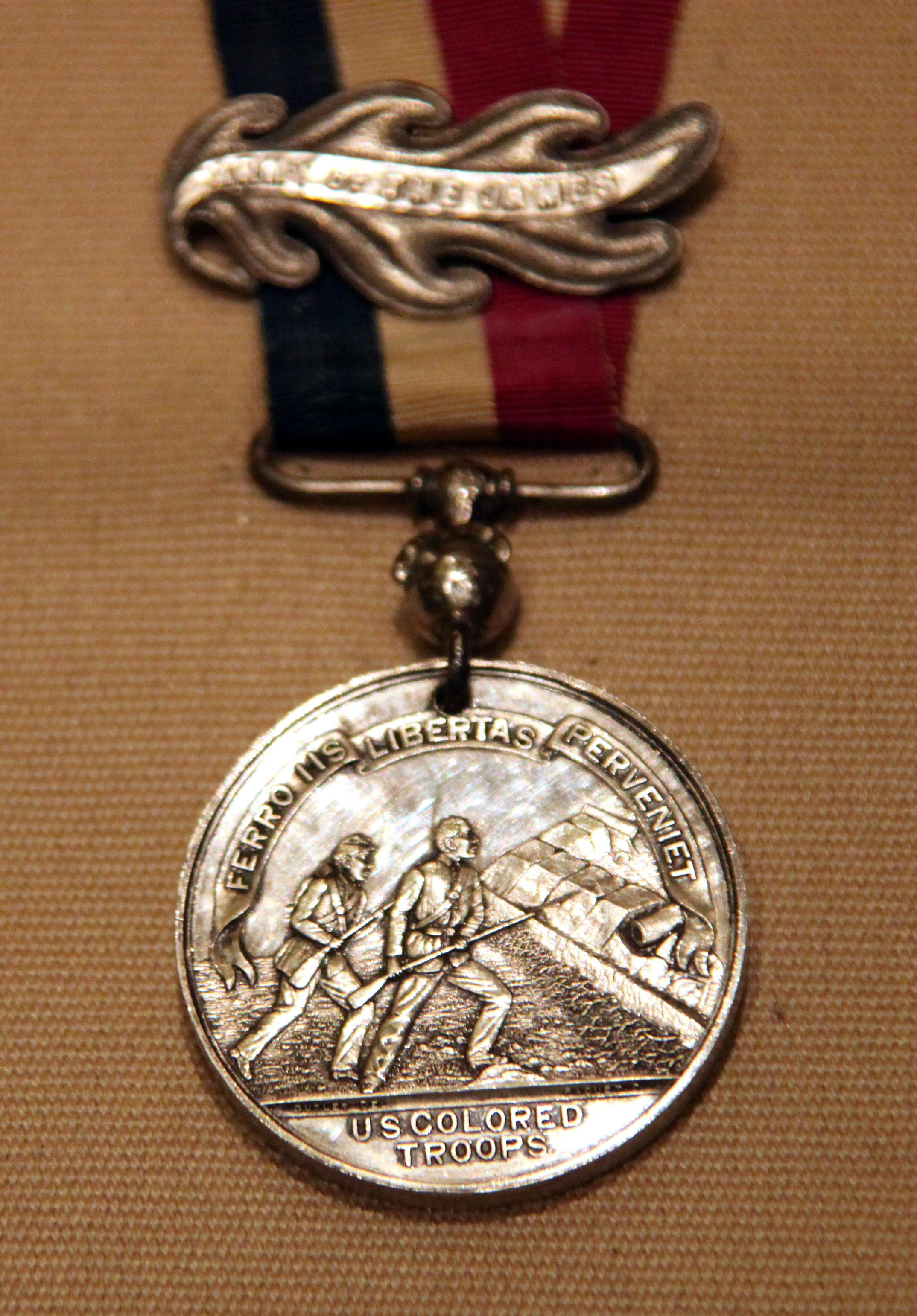
ベンジャミン・バトラー将軍が授与した合衆国有色軍勲章

USCT連隊は南北戦争の全戦域で戦ったが、主に後方で守備隊を務めた。USCTの作戦行動で最も有名なのはリッチモンド・ピータースバーグ方面作戦におけるクレーターの戦いである。USCTの連隊は南軍防衛線の突破を試みて甚大な被害を蒙った。その他の特筆すべき戦例としては、初期の試験的な大規模投入の一つだった第二次ワグナー砦の戦いやナッシュビルの戦いなどがある 。
USCTの兵士は南軍による過剰な暴力に曝された。テネシー州で起きたピロー砦の戦いのように、戦場では虐殺や残虐行為の被害者となった。南軍兵士の手に落ちると捕虜とはされず殺害される危険が高かった。
捕虜交換協定は南軍が黒人捕虜に対して取った態度のために崩壊した。アメリカ連合国は軍服を着た黒人を囚えた場合は叛乱奴隷として市民法廷で裁くとする法案を通した。これは重罪扱いであり自動的に死刑が宣告される。この法律のために捕虜交換は頓挫した。
1865年にリッチモンドが陥落した後、リッチモンドに最初に入城した中にもUSCTの兵士が居た。第41USCT連隊は北バージニア軍がアポマトックスで降伏した現地に居合わせた。戦争終結後、USCTの連隊は旧アメリカ連合国構成州で占領軍の一部を務めた。

## 叙勲

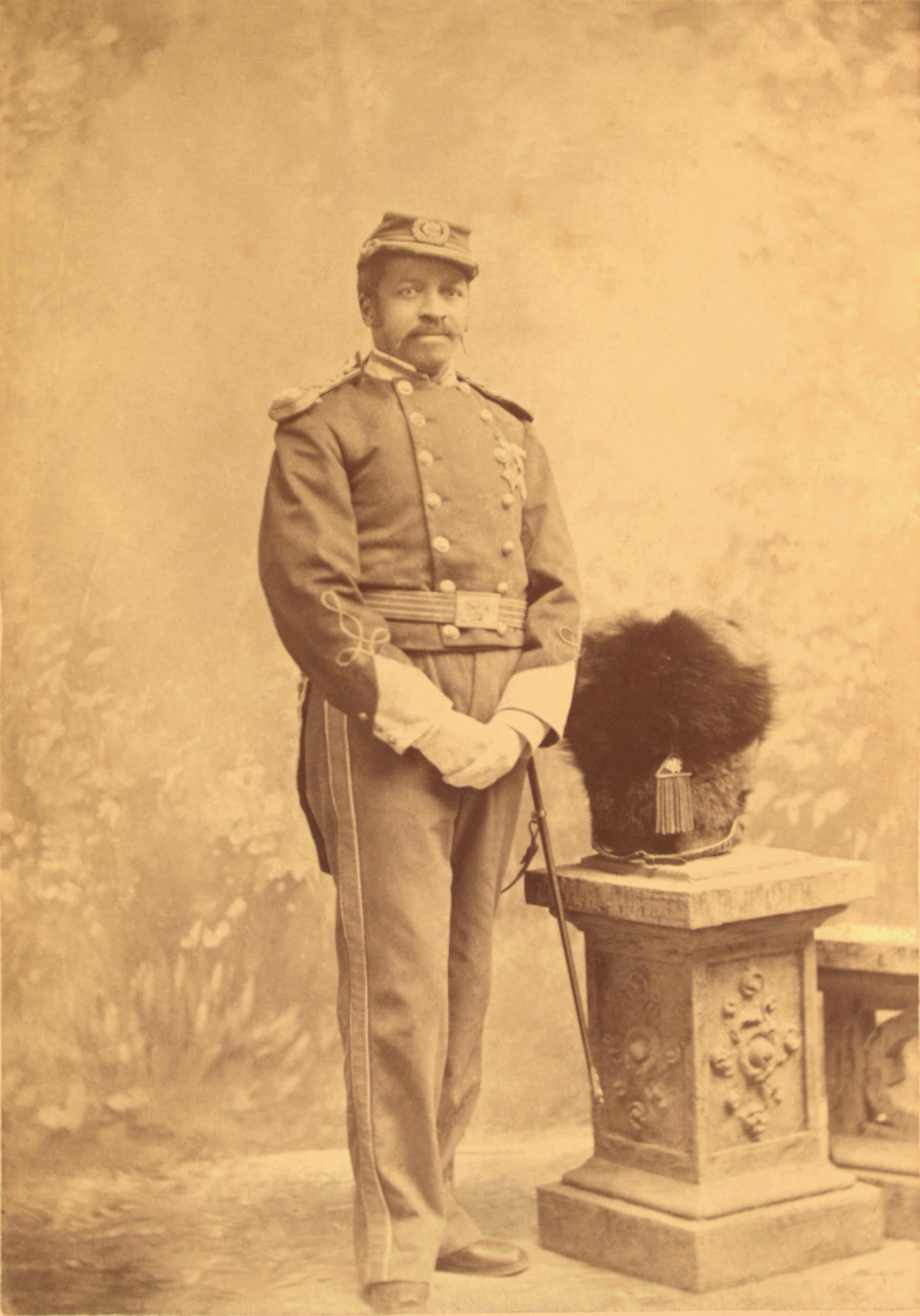
クリスチャン・フリートウッド軍曹

ジェームズ軍に従軍した兵士は、軍司令官のベンジャミン・バトラー少将が制定したバトラー勲章の受章資格があった。1861年、バージニアのモンロー砦において、バトラーは奴隷の避難民をコントラバンドであると初めて宣言し、所有者への返還を拒否した。これは北軍全体の方針となった。元は1861年に数名の奴隷がバトラーの戦線に逃げて来たことに始まる。所有者は南軍の大佐であり、休戦旗を掲げてバトラーを訪ね、逃亡奴隷法に基づいて返還を求めた。これに対しバトラーは、バージニアが合衆国からの離脱を宣言しており法的に外国に当たることから、逃亡奴隷法はもはや適用されないと指摘し、後に逃亡奴隷を保護して彼らは『戦時禁制品』（コントラバンド）であると宣言した。
南北戦争中の功績により、18人のアフリカ系アメリカ人が米国の最高勲章である名誉勲章を受章した。
- 第54マサチューセッツ（有色）志願歩兵連隊のウィリアム・ハーヴェイ・カーニー軍曹は、1863年7月の第二次ワグナー砦の戦いにおける戦功で受章した。彼は負傷を顧みず前進し、連隊旗の旗手が撃たれると旗竿を掴んで砦上部の胸壁に突き刺し、この間に連隊の残りが砦に襲い掛かった。連隊が退却を余儀なくされると、彼は更に2回負傷しつつ友軍戦線まで旗を持ち帰り、第54連隊の他の兵士に引き継ぐまで手放さなかった。カーニーが受章したのは戦いから37年後だった。

- ピーターズバーグを巡って1864年9月に生起したチャフィン農園の戦いにおける戦功により、第4USCT連隊のクリスチャン・フリートウッド曹長とアルフレッド・B・ヒルトン軍曹（戦傷死）を初めとする13人のアフリカ系アメリカ人が受章した。

- 1864年11月のハニー・ヒルの戦い（英語版）における戦功により、第55マサチューセッツ（有色）志願歩兵連隊のアンドリュー・ジャクソン・スミス伍長が名誉勲章に推挙された。スミスは連隊旗手軍曹が倒された後、軍旗が奪われるのを防いだ。公式記録が欠如していたため、受章は2001年まで遅れた。

## 米国南北戦争後
USCTは1865年秋に解隊された。1867年、正規軍の編制は騎兵10個連隊と歩兵45個連隊になった。この中で陸軍は黒人騎兵2個連隊（第9、10有色騎兵連隊）と黒人歩兵4個連隊（第38～41（有色）歩兵連隊）を編成し、主に元USCT所属兵士が充当された。1869年、正規軍は騎兵10個連隊を維持したが歩兵は25個連隊に削減され、黒人部隊も第24、25（有色）歩兵連隊の二つとなった。

## 遺産

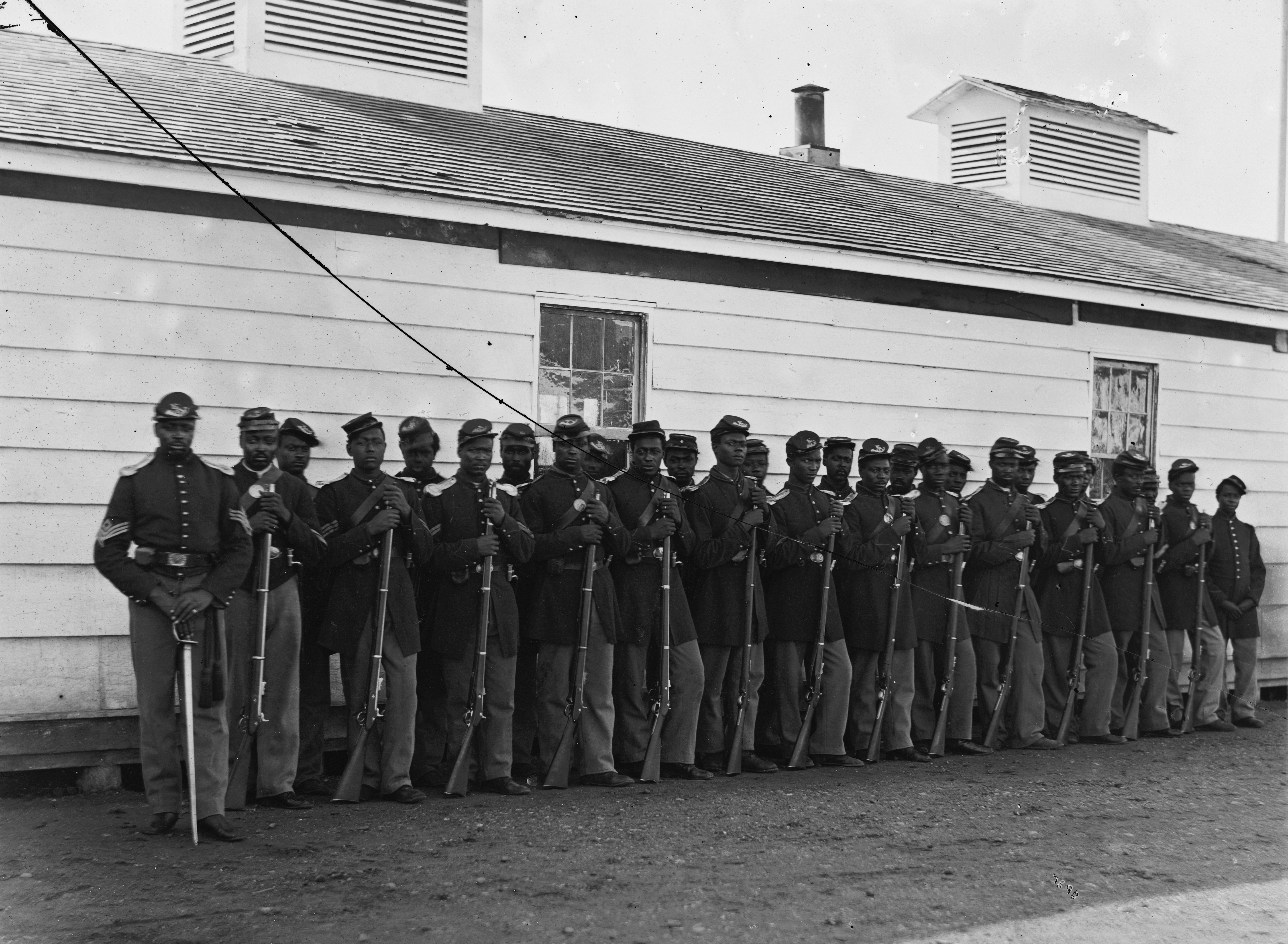
第4有色連隊E中隊。ワシントン、フォート・リンカーン、1865年11月17日

南北戦争におけるUSCTの貢献はW・E・B・デュボイスなどの歴史家により米国の黒人社会に伝承されて来た。1970年代の公民権運動と、少数民族に関する歴史認識の広がりにより、部隊とその貢献を扱う書籍や映画が増えた。戦争当時の有色兵士は、公式に戦功と武勲を認められることが困難であり、叙勲の推挙は黙殺されることが多かった。もう一つの問題は、人種には関係ないが、受章者は政府から贈られた受章証書と勲章の郵送料を自分で払わなければならなかったことである。元USCTの受章者の大半はこの金に事欠いて勲章を返還せねばならなかった。
映画グローリーは、デンゼル・ワシントン、モーガン・フリーマン、マシュー・ブロデリックらが出演し、第54マサチューセッツ志願歩兵連隊に所属したアフリカ系アメリカ人兵士を描写した。そこでは訓練過程や幾つかの戦闘、特に1863年7月18日に起きた第二次ワグナー砦の戦いが描かれた。第54連隊はUSCTの部隊ではなく、ボストンの自由黒人から成る州志願兵連隊であり、第1～第2カンサス有色歩兵連隊などに近いが、南北戦争におけるアフリカ系アメリカ人兵士の体験や苦難を表現している。

## 記念行事・施設
- 1996年9月、合衆国有色軍を記念する国家式典が開催された。
- 1997年、アメリカ合衆国国立公園局によりアフリカ系アメリカ人南北戦争記念施設（英語版）がワシントンD.C.のバーモント通りとU通りNWの角に設置された。彫刻家エド・ハミルトン作の彫像Spirit of Freedomが置かれている。
- 1999年、上記施設の近くにアフリカ系アメリカ人南北戦争博物館が開設された。
- 2011年7月、上記博物館は新規施設をバーモント通り1925番地に開設した。これは記念施設からすぐ通りの向かいにある。併せて南北戦争150周年と公民権運動50周年を記念する4年掛かりの関連行事が企画されている。テーマは「南北戦争から公民権運動へ」と題してアフリカ系アメリカ人の貢献を取り上げる。